# Maghagha
Maghagha é uma cidade do Egito, localizada na margem oeste do Nilo. É a cidade mais ao norte na província de Minya.
Em maio de 1963, a balsa Adel capotou, causando a morte de 206 pessoas.

## Aldeias de Maghagha
- Abou-elwakf
- Ashnin
- Bany Khaled
- Bartabat-elgabal
- Dahmro
- El A'bor
- El koum el akhdar
- Malatya
- Mayana-elwakf
- Sharona
- Tanbdy

## Pessoas notáveis da Maghagha
- Ahmed Hassan, futebolista
- Hakim, cantora pop
- Taha Hussein, escritor e intelectual